# Copa Catalunya de futbol masculina 2009-2010
La Copa Catalunya 2009-2010 és la 21a edició d'una competició que, com en els darrers anys, es concentra al voltant dels mesos d'estiu. Tot i que en aquesta edició per problemes d'agenda d'alguns equips s'han allargat més del compte algunes eliminatòries, jugant-se la final fora de temporada. Hi participen els equips catalans de Primera divisió (semifinals), Segona Divisió, els dos millors catalans de Segona Divisió B, i Tercera Divisió i els campions de les de (Primera Catalana, Preferent Territorial i Primera Territorial). En queden exclosos els equips filials.

## Fases

### 1a eliminatòria (6 i 7 de juny de 2009)
Equips de Preferent Territorial i Primera Territorial.
| UE Tona | 0-2 | UE Olot              |
| ------- | --- | -------------------- |
|         |     | Toti 36' · Robin 92' |

| Cerdanyola del Vallès FC | 2-0 | UE Rubí                         |
| ------------------------ | --- | ------------------------------- |
|                          |     | Casillas 21' · Carles Valls 82' |

| CE Premià de Dalt           | 2-2 (passa el Premià de Dalt per penals) | Gimnàstica Iberiana      |
| --------------------------- | ---------------------------------------- | ------------------------ |
| Cristóbal 70' · Vitalla 90' |                                          | Padilla 20' · Johnny 89' |

| CD Cervera | 1-1 (4-5 pen) | Atlètic Camp Clar |
| ---------- | ------------- | ----------------- |
| Joni 68'   |               | Dani (pen) 87'    |

### 2a eliminatòria (13 i 14 de juny de 2009)
La disputen els 4 classificats de la 1a eliminatòria.
| Cerdanyola del Vallès FC                            | 5-2 | Atlètic Camp Clar    |
| --------------------------------------------------- | --- | -------------------- |
| Ubach 21' · Auri 28' 52' · Casillas 33' · Peter 51' |     | Robert 4' · Dani 48' |

| CE Premià de Dalt | 0-2 | UE Olot       |
| ----------------- | --- | ------------- |
|                   |     | Robert 4' 94' |

### 3a eliminatòria (9 i 13 d'agost de 2009)
La juguen els dos classificats de la 2a eliminatòria, el campió de Primera Catalana, els dos millors classificats de Tercera Divisió i els dos millors catalans classificats de Segona B.
| UE Olot | 3-1 | CE Sabadell |
| ------- | --- | ----------- |
|         |     |             |

 Estadi Municipal d'Olot (Olot)        
| CE L'Hospitalet | 0-0 (6-5 pen) | UE Sant Andreu |
| --------------- | ------------- | -------------- |
|                 |               |                |

 Estadi Olímpic Municipal de L'Hospitalet (L'Hospitalet de Llobregat)        
| Cerdanyola del Vallès FC | 0-1 | UD Atlètica Gramenet |
| ------------------------ | --- | -------------------- |
|                          |     |                      |

 Camp de futbol de Santa Anna (Cerdanyola del Vallès)        

### 4a eliminatòria (12 d'agost de 2009)
La disputen els 3 classificats de la 3a eliminatòria. La UD Atlètica Gramenet en queda EXEMPT.
| UE Olot | 1-1 (7-8 pen) | CE L'Hospitalet |
| ------- | ------------- | --------------- |
|         |               |                 |

 Estadi Municipal d'Olot (Olot)        

### 5a eliminatòria (22 i 23 d'agost de 2009)
La disputen els dos classificats de la 4a eliminatòria més els dos equips catalans de Segona Divisió A.
| UD Atlètica Gramenet | 3-1 | Gimnàstic de Tarragona |
| -------------------- | --- | ---------------------- |
|                      |     |                        |

 Nou Municipal de Santa Coloma (Santa Coloma de Gramenet)        
| CE L'Hospitalet | 2-1 | Girona FC |
| --------------- | --- | --------- |
|                 |     |           |

 Estadi Olímpic Municipal de L'Hospitalet (L'Hospitalet de Llobregat)        

### Semifinals (17 de febrer de 2010)
La disputen els classificats de la 5a eliminatòria
| CE L'Hospitalet                         | 2-1 | UD Atlètica Gramenet |
| --------------------------------------- | --- | -------------------- |
| Cristian Gómez 29' · Jordi Martínez 50' |     | Carlos 87'           |

### Final a tres (1 de desembre de 2010)
La disputen el FC Barcelona, el RCD Espanyol de Barcelona i el CE L'Hospitalet a manera de triangular amb partits de 45 minuts cadascun d'ells. Aquest tipus de final és la primera vegada que es realitza en aquesta competició.
| RCD Espanyol de Barcelona | 1 - 0 | CE L'Hospitalet |
| ------------------------- | ----- | --------------- |
| David García 28'          |       |                 |

 Nova Creu Alta (Sabadell)        
| FC Barcelona    | 1 - 2 | RCD Espanyol de Barcelona |
| --------------- | ----- | ------------------------- |
| Marc Bartra 27' |       | Joan Verdú 21' 23'        |

 Nova Creu Alta (Sabadell)        
| CE L'Hospitalet | 0 - 2 | FC Barcelona                                 |
| --------------- | ----- | -------------------------------------------- |
|                 |       | Jonathan Dos Santos 4' · Jonathan Soriano 7' |

 Nova Creu Alta (Sabadell)        